# Arnold Stoltevoet
Arnold Stoltevoet († August 1419) war Bischof von Reval.
Der wohl aus Reval stammende Arnold Stoltevoet studierte in Prag, wo er 1395 zum Baccalaureus artium promovierte.
Als Diözesanpriester wurde er 1418 zum Bischof von Reval gewählt. Kurz darauf trat er seine Reise zum Konstanzer Konzil an. Sich unterwegs der Unterstützung des Hochmeisters versichernd, bestätigte ihn Papst Martin V. am 18. April 1418 in seinem Amt und gestattete ihm den Eintritt in den Deutschen Orden.
Auf der Rückreise in sein Bistum wurde Stoltevoet am 17. Juli 1418 durch den Hochmeister Michael Küchmeister, der ihn gegenüber dem Papst als verlässlichen Partner bezeichnete, auf der Marienburg in den Orden aufgenommen und zum Bischof geweiht.
Siehe auch: Liste von Bischöfen des Deutschen Ordens